# 兰青铁路
兰青铁路是连接中国西北甘肃省兰州市西固区和青海省西宁市的一条铁路。兰青铁路东起兰州的河口南站，向西横跨黄河，沿湟水河向西，跨越大通河到西宁市，全长187.4公里，于1959年10月1日开通，兰新客运专线开通前是青海与内地唯一的铁路连接。由于兰新客运专线地质条件不稳定，目前亦作为快速进出新疆的备用线路使用。

## 概况
2006年4月24日，兰青铁路第二线及电气化开工，概算总额28.05亿元，其中电气化改造1.38亿元，总工期30个月。2008年6月30日，西宁站至海石湾站复线完成，9月14日海石湾至水车湾区复线开通，与兰州铁路局接轨。2007年3月18日电气化工程开始，2009年4月1日全线电气化。
电气化改造完成之后兰青铁路东起改为甘肃省河口南站，西至青海省西宁西站，全程为187公里。列车牵引定数为4500吨，设计时速160公里/小时，运行时速为120公里/小时。
2018年12月25日起，因兰新客运专线兰州西至西宁段因张家庄隧道整治停运，该路段所有高铁动车组、普速列车均改线至经由兰青铁路运行，兰青铁路承担起进出疆快速通道的重要任务。期间2020年10月11日至2021年6月1日，該路段短暂恢復通車，所有高鐵動車組改回原路徑運行，但随即又发生沉降报警。隨後兰新客运专线實施达速工程以及张家庄隧道绕避改线工程，並於2023年7月1日恢復通車，所有高鐵動車組改回經蘭新鐵路第二雙線行走。